# Kommer tid, kommer vår
Kommer tid, kommer vår är en sång, med musik av Jon van der Bring och text av Fredrik Möller. Sången är avsedd att sjungas i duett.
Den ursprungliga inspelningen gjordes av Jan Johansen och Jill Johnson och blev en stor hit i Sveriges Radio 1996, och låg även på Svensktoppen under perioden 25 maj-2 juni 1996, med sjätte- respektive fjärdeplatser . De två reste också runt i folkparkerna det året.
På singellistorna nådde inspelningen av Jan Johansen och Jill Johnson 13:e plats i Norge och 38:e plats i Sverige.
Efter att melodin "I evighet", framförd av Elisabeth Andreassen, slutat på andra plats i Eurovision Song Contest 1996 spelade Jan Johansen och Elisabeth Andreassen in sången med text på svenska och lanserade den som singel enbart i Norge. Det var från början tänkt att sången skulle sjungas med text på norska, men Jan Johansen tyckte det blev "enklare" att sjunga den svenskspråkiga versionen .

## Listplaceringar

### Jan Johansen & Jill Johnson
| Lista (1996) | Topplacering |
| ------------ | ------------ |
| Norge        | 13           |
| Sverige      | 38           |